# William Wilson (homme politique britanno-colombien)
Pour les articles homonymes, voir William Wilson (homonymie) et Wilson.
William Wilson (1838-27 octobre 1922) est un homme politique canadien de la Colombie-Britannique. Il est député provincial indépendant de la circonscription britanno-colombienne de Victoria City de 1878 à 1922.

## Biographie
Né en Angleterre, Wilson fonde le magasin de vêtement W & J Wilson Ltd. à Victoria en Colombie-Britannique. Il travaille aussi en tant que spéculateur immobilier, mineur et cordonnier. 
Wilson siège aussi au conseil municipal de Victoria. Il meurt à Victoria en octobre 1922 à l'âge de 84 ans.
Son petit-fils, Richard B. Wilson (1904-1991), sera maire de Victoria de 1904 à 1991.